# Oribatella neonominata
Oribatella neonominata är en kvalsterart som beskrevs av Subías 2004. Oribatella neonominata ingår i släktet Oribatella och familjen Oribatellidae. Inga underarter finns listade i Catalogue of Life.